# Ardara (Irland)
Ardara (irisch Ard an Rátha; dt.: „Höhe des Ráths“) ist ein Ort im County Donegal im Nordwesten der Republik Irland.

## Der Ort
Ardara liegt im Südwesten der Grafschaft Donegal zwischen Donegal Town und Glenties auf der Nationalstraße N56, die als Zirkularroute den Westen und Norden des Countys erschließt. Donegal Town, wo die überregionale Anbindung durch Bus Éireann endet, ist etwa 25 km von Ardara entfernt.
Die Einwohnerzahl Ardaras wurde bei Volkszählung 2022 mit 785 Personen ermittelt; dank seiner Lage und der Orientierung auf touristische Aspekte vermittelt der Ort in der Saison (Mai–September) den Eindruck eines geschäftigen kleinen Städtchens. Zu den Angeboten gehören u. a. ein Walking Festival, bis 2015 ein „multikulturelles Festival“ sowie das jährliche Cup of Tae Festival traditioneller Musik im Mai.
Einen Kilometer nördlich steht der Menhir von Owenea.

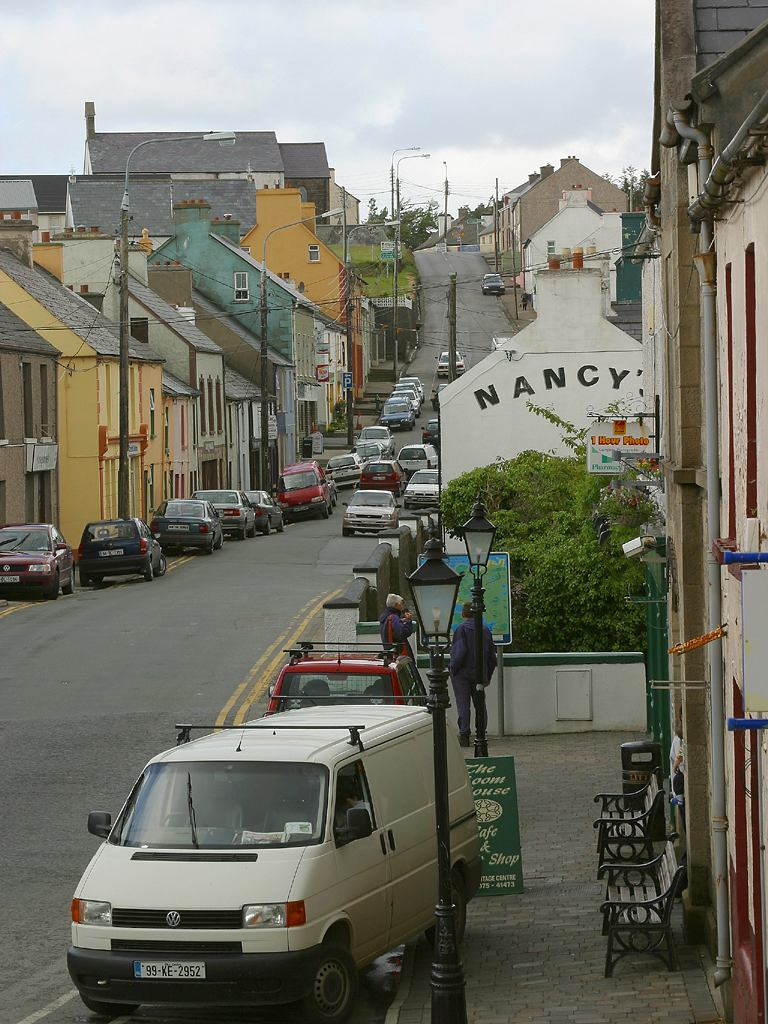
Ardara (2005)
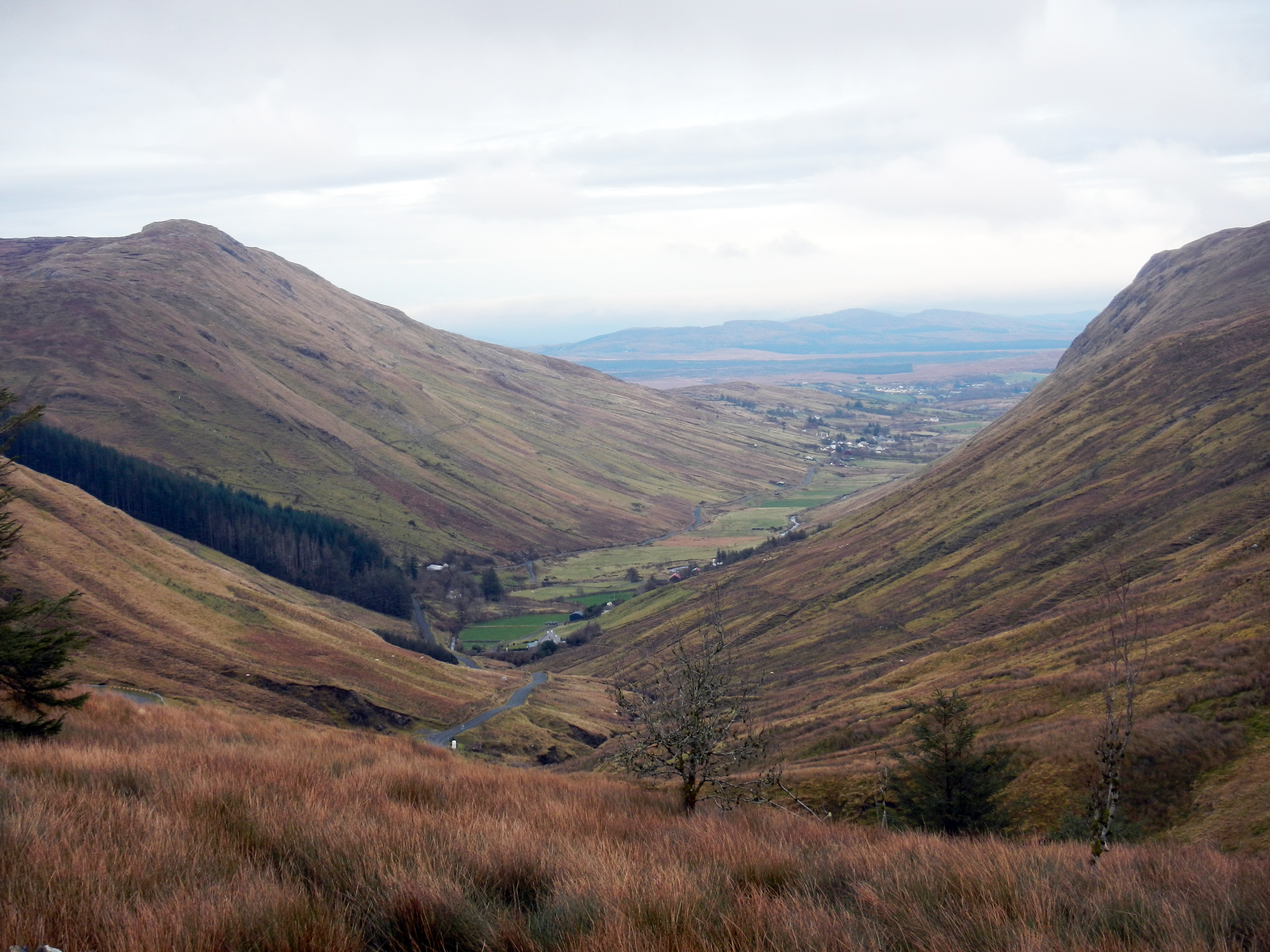
Blick auf Ardara vom Glengesh Pass

## Persönlichkeiten
- Eileen Flynn (1989 oder 1990), Pavee und Senatorin